# 1945 في المملكة المتحدة
فيما يلي قوائم الأحداث التي وقعت خلال عام 1945 في المملكة المتحدة.

## سياسة

### تعيين في المنصب
- 1 يناير – جون شيرمان كوبر قاضي دائرة [الإنجليزية]‏.
- 25 مايو – هارولد ماكميلان Secretary of State for Air [الإنجليزية]‏.
- 1 يوليو – إلين ويلكنسون Secretary of State for Children, Schools and Families [الإنجليزية]‏.
- 26 يوليو – كليمنت أتلي رئيس وزراء المملكة المتحدة.
- 26 يوليو – ونستون تشرشل زعيم معارضة.
- 27 يوليو – إرنست بفين وزير الدولة للشؤون الخارجية وشؤون الكومنولث [الإنجليزية]‏.

### انتهاء فترة المنصب
- 23 مايو – إرنست بفين Secretary of State for Employment [الإنجليزية]‏،Transport and General Workers' Union [الإنجليزية]‏.
- 23 مايو – كليمنت أتلي نائب رئيس وزراء المملكة المتحدة [الإنجليزية]‏.
- 26 يوليو – هارولد ماكميلان Secretary of State for Air [الإنجليزية]‏.
- 26 يوليو – ونستون تشرشل رئيس وزراء المملكة المتحدة، وزير الدفاع [الإنجليزية]‏.

## أفلام
من الأفلام التي صدرت هذه السنة في المملكة المتحدة:
- 1 يناير – الحجاب السابع من إخراج كومبتون بينيت.
- 1 يناير – غرباء رائعون من إخراج الكسندر كوردا.

## كتب
من الكتب التي صدرت هذه السنة في المملكة المتحدة:
- 1 يناير – الفتاة الثالثة من تأليف أجاثا كريستي.
- 1 يناير – تاريخ الفلسفة الغربية من تأليف بيرتراند راسل.
- 1 فبراير – السيانيد الساطع من تأليف أجاثا كريستي.
- 17 أغسطس – مزرعة الحيوان من تأليف جورج أورويل.

## مواليد

### يناير
- 1 يناير – أنتوني بتروورث عالم مناعة من المملكة المتحدة.
- 8 يناير – جوني غراهام لاعب كرة قدم بريطاني.
- 10 يناير – رود ستيوارت
- 19 يناير – بوبي مونسور لاعب ومدرب كرة قدم اسكتلندي.
- 19 يناير – ديفيد مار
- 26 يناير – جاكلين دو بري عازفة تشيلو من المملكة المتحدة.

### مارس
- 1 مارس – ديف باريس
- 18 مارس – إيريك وولفسن
- 30 مارس – إريك كلابتون

### أبريل
- 24 أبريل – ميك جونز لاعب كرة قدم من المملكة المتحدة.
- 26 أبريل – هوارد ديفيز
- 29 أبريل – ريتشارد وارويك ممثل بريطاني.

### مايو
- 2 مايو – إدي أفوث
- 12 مايو – ألان بول لاعب ومدرب كرة قدم إنجليزي.

### يونيو
- 1 يونيو – راي هارفورد
- 2 يونيو – ريتشارد لونغ
- 3 يونيو – بيل باترسون
- 12 يونيو – بات غينغز لاعب كرة قدم أيرلندي شمالي.
- 18 يونيو – فيليبا ماراك
- 28 يونيو – كين بوكانان ملاكم من المملكة المتحدة.

### يوليو
- 10 يوليو – فرجينيا وايد لاعبة كرة مضرب من المملكة المتحدة.
- 19 يوليو – ريتشارد هندرسون
- 24 يوليو – فرانك كلوز
- 26 يوليو – هيلين ميرين ممثلة بريطانية.
- 27 يوليو – بوبي آرثر

### أغسطس
- 9 أغسطس – سيموندز بوسي
- 13 أغسطس – هاوارد ماركس تاجر مخدرات وكاتب ويلزي.
- 16 أغسطس – راسل بروكس سائق رالي من المملكة المتحدة.
- 24 أغسطس – براين ماكنلي
- 29 أغسطس – بيتر كورتيس لاعب كرة مضرب بريطاني.

### سبتمبر
- 18 سبتمبر – جون مكافي سياسي أمريكي.
- 29 سبتمبر – بيتر ويليامز متسابق دراجات نارية من المملكة المتحدة.
- 30 سبتمبر – ادوين ريتشارد هيلز عالم فلك بريطاني.

### أكتوبر
- 19 أكتوبر – أنغوس ديتون
- 27 أكتوبر – جوسبي ويلسون لاعب كرة قدم إيطالي.

### نوفمبر
- 11 نوفمبر – بوب روبسون لاعب ومدرب كرة قدم إنجليزي.
- 20 نوفمبر – ستانلي ماثيوز لاعب كرة مضرب بريطاني.
- 23 نوفمبر – توني بوند سائق رالي من المملكة المتحدة.
- 28 نوفمبر – مايك ووكر لاعب كرة قدم ويلزي.

### ديسمبر
- 12 ديسمبر – نيل ترومان لاعبة كرة مضرب بريطانية.
- 17 ديسمبر – جاكلين ويلسون
- 24 ديسمبر – ليمي
- 28 ديسمبر – ماكس هاستينغز

## وفيات

### يناير
- 1 يناير – آرثر وين (مواليد 1862) صحفي من المملكة المتحدة.
- 1 يناير – ايفان جيمس وليامز (مواليد 1903) فيزيائي من المملكة المتحدة.

### مارس
- 17 مارس – توماس لويس (مواليد 1881)
- 26 مارس – ديفيد لويد جورج (مواليد 1863)

### أبريل
- 18 أبريل – جون أمبروز فلمنج (مواليد 1849)

### يونيو
- 2 يونيو – أغنيس بادن باول (مواليد 1858) نحّآلة من المملكة المتحدة.
- 11 يونيو – بيرسي سايكس (مواليد 1867)

### يوليو
- 2 يوليو – بيتر ميتشيل (مواليد 1864) عالم حيوان من المملكة المتحدة.
- 22 يوليو – جورج هوغ (مواليد 1915) صحفي من المملكة المتحدة.

### أغسطس
- 27 أغسطس – رينولد نيكلسون (مواليد 1868)

### سبتمبر
- 17 سبتمبر – تشارلز سبيرمان (مواليد 1863) بَريطانِيِّ نفساني.

### أكتوبر
- 15 أكتوبر – أوين ماكنيل (مواليد 1867)

### نوفمبر
- 20 نوفمبر – فرانسيس أستون (مواليد 1877) كيميائي بريطاني.

### ديسمبر
- 14 ديسمبر – الأميرة مود، كونتيسة سواثسك (مواليد 1893)